# Chiroxiphia lanceolata
Chiroxiphia lanceolata là một loài chim trong họ Pipridae.
Loài chim này sinh sản ở vùng nhiệt đới Trung và Nam Mỹ từ Costa Rica đến bắc Venezuela.
Loài này khá phổ biến của rừng rụng lá khô và ẩm, nhưng không phải rừng nhiệt đới. Chim mái xây tổ chén trên cây; mỗi tổ có hai quả trứng kem nâu đốm, và chỉ mỗi chim mẹ ấp trứng trong khoảng 20 ngày thì nở.